# شريجة الأولى (إسماعيلية)
شريجة الأولى (بالفارسية: شریجه یک) هي قرية وتقع في إيران في قسم إسماعيلية الريفي.